# Estertini Avit
Estertini Avit (en llatí Stertinius Avitus) va ser un magistrat romà del segle i.
Va ser cònsol sufecte sota Domicià l'any 92 segons esmenten els Fasti. Aquest personatge és amb molta probabilitat el mateix que el Luci Estertini Avit que elogia Marcial en el començament del seu novè llibre d'epigrames.